# Fertagus
Fertagus – aglomeracyjny przewoźnik kolejowy, obsługujący Lizbonę z przedmieściami położonymi na Półwyspie Setúbal, położonych po drugiej stronie rzeki Tag. Fertagus przecina rzekę na Moście 25 Kwietnia.
Fertagus jest własnością portugalskiej firmy transportowej Grupo Barraqueiro. Nazwa firmy pochodzi od caminhos-de-ferro, co oznacza droga żelazna i łacińskiej formy rzeki Tag (Tagus).
Fertagus to pierwszy prywatny przewoźnik kolejowy w Portugalii. Firma płaci REFER opłaty za możliwość korzystania z infrastruktury.
Fertagus obsługuje dziennie około 80 000 pasażerów.

## Tabor

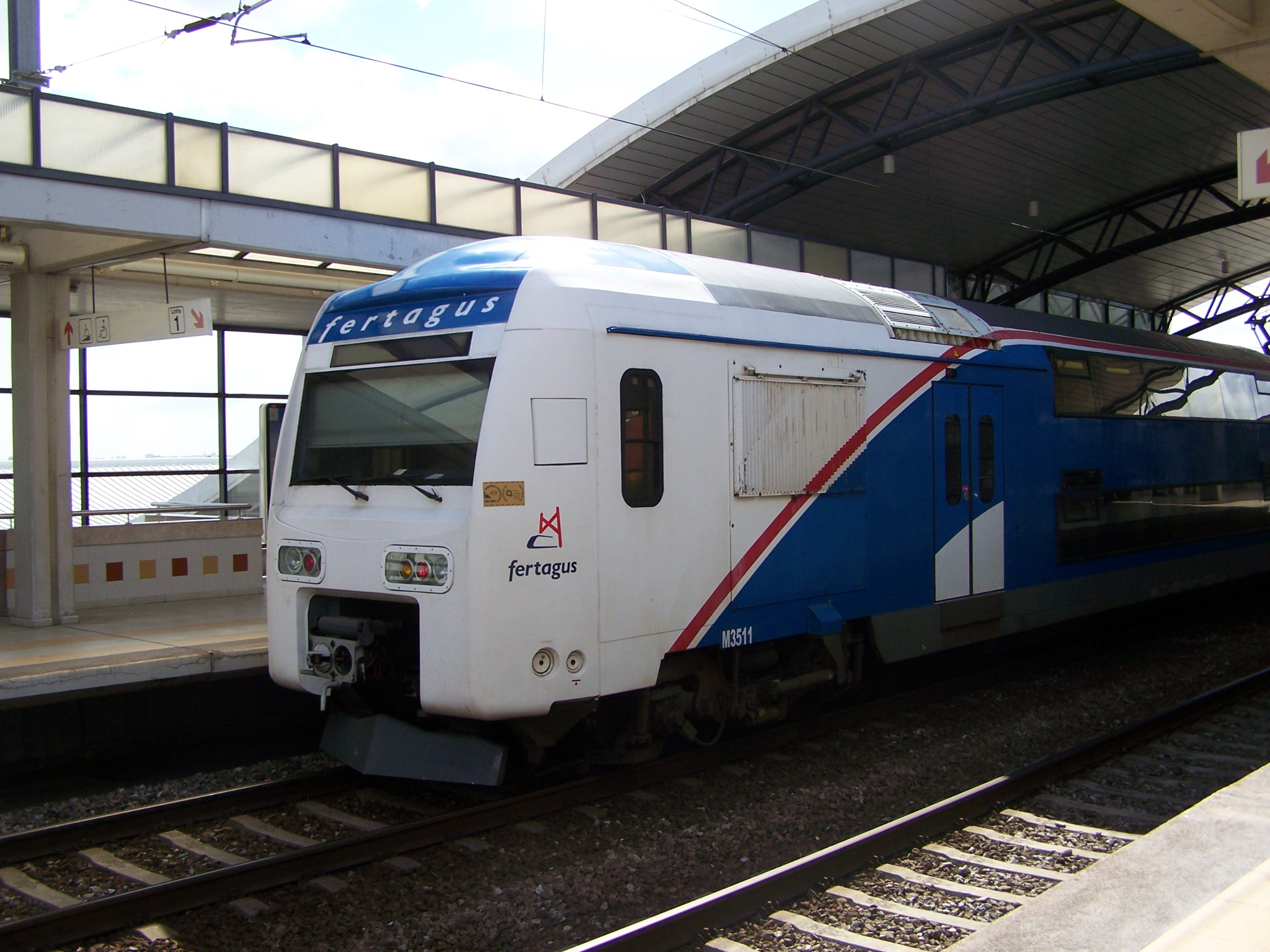
Pociąg należący do Fertagus

Fertagus posiada 18 dwupiętrowych pociągów wyprodukowanych przez Alstom (Seria 3500 CP). Każdy pociąg, składający się 4 członów, może przewozić 1210 pasażerów, z czego 476 to miejsca siedzące.